# La Roux
La Roux er en britisk duo bestående af sanger, keyboardspiller, sangskriver Eleanor "Elly" Jackson (født 12. marts 1988), og keyboardspiller, sangskriver Ben Langmaid.
Elly Jacksons musik er blandt andet inspireret af 80'er-navne som Eurythmics, Depeche Mode, Human League og Yazoo.
Elly Jacksons faste producer-partner i La Roux er Ben Langmaid, som i 90'erne var en del af house-duoen Huff & Puff sammen med Faithless-medstifteren Rollo Armstrong.
Navnet La Roux er fransk og betyder "den rødhårede" og refererer til Elly Jacksons frisure.
Albummet "La Roux" kom på gaden den 29. juni 2009.
La Roux varmede op på Lily Allens UK-tour.